# Старые годы
«Ста́рые го́ды» — российский журнал, издававшийся в 1907—1916 гг. в Санкт-Петербурге, «ежемесячник для любителей искусства и старины».

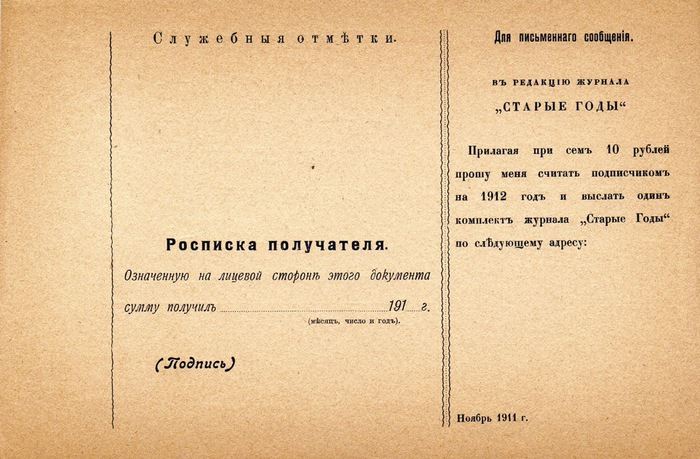
Подписной талон на журнал «Старые годы» издававшийся в 1907—1916 гг. −1

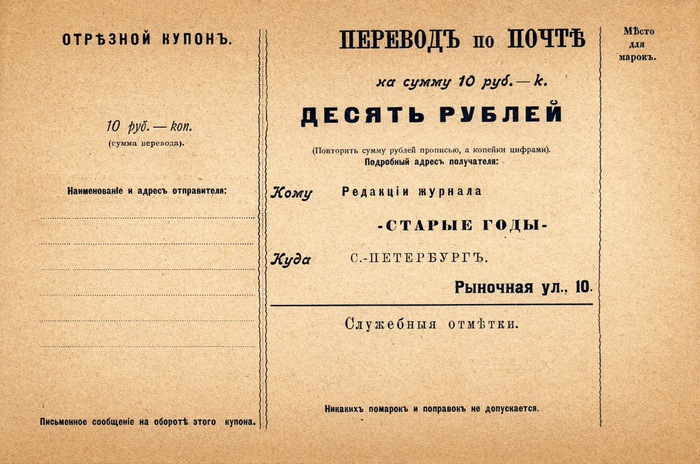
Подписной талон на журнал «Старые годы» издававшийся в 1907—1916 гг-2

Редакция располагалась в Соляном пер., 7; затем на Рыночной ул., 10 в Санкт-Петербурге. Выходил в 1907—1916 годах при Кружке любителей русских изящных изданий.
Возник по инициативе секретаря «Кружка любителей русских изящных изданий» П. П. Вейнера, который и стал его издателем. Другой основатель, В. А. Верещагин, стал главным редактором.
Член кружка С. К. Маковский свел П. Вейнера с владельцами типографии «Сириус». Журнал поступил подписчикам и в книжные магазины Санкт-Петербурга 15 января 1907 года. Первый номер прошёл почти незамеченным: Верещагин заполнил его не очень интересными материалами. Второй номер журнала ожидал большой успех, чему способствовала статья барона Н. Н. Врангеля, наиболее критиковавшего Верещагина за состав первого номера, «Забытые могилы». В вынужденное отсутствие Верещагина следующие номера стал редактировать Вейнер. Возвратившийся осенью 1907 года В. А. Верещагин предложил молодому коллеге легализовать фактически свершившееся — формально занять место издателя-редактора; Вейнер согласился, при этом был создан Редакционный комитет в составе А. Н. Бенуа, В. А. Верещагина, Н. Н. Врангеля, И. И. Лемана, С. К. Маковского, С. Н. Тройницкого и А. А. Трубникова. С 1908 по 1917 года секретарём редакции журнала был О. О. фон Витте.
Журнал печатал материалы по истории русского искусства, давал описания частных и общественных коллекций; информировал об аукционах и частных продажах произведений искусства в России и за рубежом с указанием картин и цен, знакомил с деятельностью музеев. Большое внимание в журнале уделялось проблемам сохранения памятников искусства и старины России. Среди сотрудников журнала были Г. К. Лукомский, П. П. Муратов, Н. К. Рерих, И. Э. Грабарь, В. Я. Курбатов, П. Н. Столпянский, А. Н. Кубе, С. Р. Эрнст, В. Я. Адарюков, И. Е. Бондаренко, В. А. Щавинский и другие.
Всего вышло 120 книжек журнала, в 90 обложках. Каждый год, осенью, когда заканчивались летние отпуска, выходил тройной номер журнала — за июль-сентябрь. Как правило, он был тематическим: например, в 1907 году — «Очерки по искусству XVIII века в России», в 1910 году — «Старые усадьбы. Очерки русского искусства и быта», в 1911 году — «Иностранные художники XVIII столетия в России». Кроме того, в 1908—1910 годах вышло ещё по одному тематическому номеру.
Огромную помощь оказывали читатели журнала авторам статей. В делах редакции сохранились подробные списки губерний России, славящихся своими старинными усадьбами. Во все концы страны были отправлены обращения с просьбой о помощи в установлении интересных и малоизвестных памятников культуры прошлого для подготовки публикаций на эту тему. И контора журнала была буквально завалена откликами читателей. Некоторые авторы писем были столь точны и заинтересованы в описании усадеб, что им предлагалась самостоятельная подготовка статьи. В результате номера журнала, посвящённые дворянским усадьбам, стали самыми удачными (1910: Май—июнь, Июль—сентябрь; 1914: Июль—сентябрь).
В 1907 году в виде приложения в конце каждого номера журнала публиковался «Алфавитный указатель Санкт-Петербургских золотых и серебряных дел мастеров, ювелиров, граверов и проч. 1714—1814», составленный главным хранителем Галереи драгоценностей Императорского Эрмитажа А. Е. Фелькерзамом. Еще одно приложение, но уже в виде отдельной книжки, вышло в 1908 году — «Каталог старинных произведений искусств, хранящихся в Императорской Академии художеств».
С ростом популярности журнала увеличивался его тираж: 1907 год — 1000 экземпляров, 1908—1200, 1909—1500, 1910—2000, 1911 — 3200, 1912 — 5000, 1913 — 4500, 1914 — 5000, 1915 — 4000. По распоряжению Вейнера сверх основного тиража печаталось 50—150 экземпляров каждого номера, предназначавшихся для бесплатной раздачи библиотекам учебных заведений, авторам журнальных статей и другим лицам. Даже когда началась Первая мировая война и выход журнала был приостановлен, по многочисленным запросам читателей, подписчиков журнала, редакция возобновила его выпуск; в январе 1915 года вышла тройная книжка — за октябрь, ноябрь, декабрь 1914 года. Конечно, во время войны, а затем и революции выпускать журнал становилось всё труднее. С большим опозданием в 1917 году вышла октябрьско-декабрьская книжка журнала за 1916 год. К 10-летнему юбилею журнала членами Кружка любителей русских изящных изданий была выпущена памятная книжка, где среди множества хвалебных слов в адрес редактора и его журнала подчеркивался тот вклад, который он внёс в пропаганду русской старины, то значение, которое он приобрёл в культурной жизни России.
На журнал подписывались, помимо частных лиц, многие организации: Архангельская публичная библиотека, библиотека Алтайской железной дороги, канцелярия Симбирского губернатора, архитектурный отдел Государственного банка, библиотеки гимназий и университетов. Его выписывали в Главном морском штабе, 96-м пехотном Омском полку, Кронштадтской морской библиотеке и др.